# Зігфрид Рунге
Зігфрид Рунге (нім. Siegfried Runge; нар. 8 червня 1884, Бреслау, Нижня Сілезія — пом. 24 березня 1945, Рюссельсгайм-ам-Майн, Гессен-Насау) — німецький воєначальник часів Третього Рейху, генерал-майор Вермахту (1944). Кавалер Pour le Mérite (30.08.1918) та Лицарського хреста Залізного хреста (1941). Учасник Першої та Другої світових війн.

## Біографія
Зігфрид Рунге народився 8 червня 1884 року у Бреслау в прусській провінції Нижня Сілезія. З 1903 року у лавах Збройних сил Німецької імперії. Бився на фронтах Першої світової війни. 30 серпня 1918 року гауптманом удостоєний вищої нагороди Німеччини — ордену Pour le Mérite. 31 грудня 1920 року звільнений у відставку.
1 листопада 1934 року поступив на службу в рейхсвер. За часів Бельгійської кампанії командував 46-м полком прикордонної охорони, який 21 травня 1940 року опанував бельгійський форт Обен-Нефшато.
У складі 95-ї піхотної дивізії командував 279-м піхотним полком, що змагався за опанування Києва літом 1941 року. 20 грудня 1941 року за вміле керівництво військами, мужність та відвагу удостоєний Лицарського хреста Залізного хреста.
Пізніше командував гарнізонами Майнца та Вісбадена. Загинув 24 березня 1945 року під час оборони фортеці Рюссельсгайм у сучасному передмісті Кенігштадтен.

## Звання
- Фанен-юнкер (25 травня 1903)
- Фенріх (19 грудня 1903)
- Лейтенант (15 листопада 1904)
- Обер-лейтенант морської піхоти (18 жовтня 1913)
- Гауптман морської піхоти (22 березня 1915)
- Майор (5 березня 1935)
- Оберст-лейтенант (1 березня 1939)
- Оберст (1 червня 1941)
- Генерал-майор (1 жовтня 1944)

## Нагороди

### Перша світова війна
- Залізний хрест 2-го і 1-го класу
- Королівський орден дому Гогенцоллернів, лицарський хрест з мечами (24 червня 1918)
- Pour le Mérite (30 серпня 1918)
- Нагрудний знак «За поранення» в сріблі

### Міжвоєнний період
- Почесний хрест ветерана війни з мечами
- Медаль «За вислугу років у Вермахті» 4-го класу (4 роки)

### Друга світова війна
- Медаль «За Атлантичний вал»
- Застібка до Залізного хреста 2-го і 1-го класу
- Штурмовий піхотний знак в сріблі (25 вересня 1941)
- Лицарський хрест Залізного хреста (20 грудня 1941)
- Медаль «За зимову кампанію на Сході 1941/42»